# Bukova Glava
Bukova Glava (izvirno srbsko Букова Глава) je naselje v Srbiji, ki upravno spada pod Mesto Leskovac; slednja pa je del Jablaniškega upravnega okraja.

## Demografija
V naselju, katerega izvirno (srbsko-cirilično) ime je Букова Глава, živi 246 polnoletnih prebivalcev, pri čemer je njihova povprečna starost 42,0 let (38,9 pri moških in 45,3 pri ženskah). Naselje ima 80 gospodinjstev, pri čemer je povprečno število članov na gospodinjstvo 3,69.
To naselje je, glede na rezultate popisa iz leta 2002, večinoma srbsko, a v času zadnjih treh popisov je opazno zmanjšanje števila prebivalcev.
|  |

| Demografija | Demografija     | Demografija     |
| Leto        | Št. prebivalcev | Št. prebivalcev |
| ----------- | --------------- | --------------- |
|             |                 |                 |
|             |                 |                 |
|             |                 |                 |
|             |                 |                 |
| 1948        | 398             |                 |
| 1953        | 396             |                 |
| 1961        | 405             |                 |
| 1971        | 360             |                 |
| 1981        | 379             |                 |
| 1991        | 354             | 354             |
| 2002        | 297             | 295             |
|             |                 |                 |

| Etnična sestava po popisu iz leta 2002 | Etnična sestava po popisu iz leta 2002 | Etnična sestava po popisu iz leta 2002 | Etnična sestava po popisu iz leta 2002 | Etnična sestava po popisu iz leta 2002 |
| -------------------------------------- | -------------------------------------- | -------------------------------------- | -------------------------------------- | -------------------------------------- |
| Srbi                                   | Srbi                                   |                                        | 280                                    | 94,91%                                 |
| Romi                                   | Romi                                   |                                        | 13                                     | 4,40%                                  |
| Neznano                                | Neznano                                |                                        | 1                                      | 0,33%                                  |